# Here with Me (canción de The Killers)
«Here with Me» (en español «Aquí conmigo») es un sencillo de la banda de rock estadounidense The Killers, el cual pertenece a su cuarto álbum de estudio, Battle Born. Fue lanzado como tercer sencillo del álbum el 16 de diciembre de 2012 y fue escrita por Brandon Flowers, vocalista de la banda, y Francis Healy, vocalista de Travis.

## Vídeo musical
El vídeo musical de «Here with Me» fue lanzado el 14 de diciembre de 2012 y fue dirigido por el aclamado director Tim Burton. El vídeo musical marca el regreso de Burton a la hora de dirigir este tipo de vídeos. Su último vídeo de esta clase también fue con The Killers y su sencillo de 2006, «Bones».
Con la participación de la actriz Winona Ryder y Craig Roberts, el vídeo fue grabado en Blackpool, Inglaterra, mientras el grupo tomaba un descanso en su gira de conciertos realizados en el Reino Unido. Burton tomó la película Mad Love de 1935 como inspiración. El vídeo muestra la historia de amor

## Notables presentaciones
The Killers realizan "Here with Me", en octubre de 2012 que promueve el lanzamiento de su álbum Battle Born Live on Letterman. La concursante de The Voice, Cassadee Pope realizó la canción "Here with Me" con The Killers el 18 de diciembre de 2012 en el NBC. The Killers interpretaron la canción como regulares y Pope se unió a Flowers hacia el final de la canción, los dos chocaron palmas entre sí una vez que la canción terminó. Pope llegó a ganar la tercera temporada de The Voice.

## Recepción crítica
La canción "Here with Me" recibió críticas mixtas de los críticos. Algunos críticos criticaron las letras "don't want your picture on my cell phone, I want you here with me" (en español: "No quiero tu foto en mi teléfono celular, te quiero aquí conmigo") por ser demasiado sentimental, pero elogió la composición fundamental cuernos-y-cadenas. The Killers para poder salvar auténticamente la canción y el álbum Battle Born con el resto de su música.

## Posicionamiento en listas
| Listas (2012)                      | Mejor posición |
| ---------------------------------- | -------------- |
| Canadá (Canadian Hot 100)          | 88             |
| Estados Unidos (Billboard Hot 100) | 119            |
| US Rock Songs (Billboard)          | 18             |